# Битва на Воронєжці
Битва на Воронєжці (28 травня 1164 року) — перемога Новгородської республіки над Шведським королівством військами на річці Ворона (тепер річка Воронєжка в Волховському районі Ленінградської області).
Новгородське місто Ладога було взято в облогу шведами. Перший напад виявився безрезультатним, шведи зазнали великих втрат і відійшли на річку Воронєжка. Через 5 днів прийшов Святослав з новгородцями й розбив шведів. За словами літопису, а мало їхніх убежаша і ти їзвьні (поранені).
Новгородці здобули перемогу на чолі з посадниками Захарією й Нєжатою та новгородським князем Святославом Ростиславовичем. Відомості про облогу Ладоги й битві на Воронєжці залишилися в Першому новгородському літописі. За переказами, на честь цієї перемоги в Ладозькій фортеці було зведено храм Георгія Побідоносця.
Після цього поразки шведи 76 років не нападали на новгородські землі.

## Пам'ять
З 2012 року у селі Самушкіно Волховського району проходить свято «Перемога російських воїнів».